# 進め!やんチャレンジ
『進め!やんチャレンジ』（すすめ!やんチャレンジ）は、テレビ東京系列にて2017年4月3日から4月28日まで放送された子供向けミニ番組。江崎グリコの一社提供。

## 概要
江崎グリコのカプリコの架空の会社組織「こどもカプ式会社」のやんチャレンジ課の子どもたちが「こどもだってイチバンになれる!」「こどもだっておとなに勝てる!」をテーマに様々なことに挑戦する番組。
番組MCはカプリコのイメージキャラクターを務めているロバート。秋山竜次が社長、山本博と馬場裕之が副社長という設定である。

## 出演
- MC
  - ロバート
- やんチャレンジ課の子どもたち
  - 高村和希
  - 石山メリサ
  - 深田真弘
  - 野川りんな
  - 中村陸
  - 沢口拓
- ロケ実況
  - 野沢春日（テレビ東京アナウンサー）

## ネット局と放送時間
| 放送対象地域   | 放送局                      | 放送時間（JST）         |
| -------------- | --------------------------- | ----------------------- |
| 関東広域圏     | テレビ東京 【制作局】（TX） | 月 - 金曜日 7:30 - 7:35 |
| 北海道         | テレビ北海道（TVh）         | 月 - 金曜日 7:30 - 7:35 |
| 愛知県         | テレビ愛知（TVA）           | 月 - 金曜日 7:30 - 7:35 |
| 大阪府         | テレビ大阪（TVO）           | 月 - 金曜日 7:30 - 7:35 |
| 岡山県・香川県 | テレビせとうち（TSC）       | 月 - 金曜日 7:30 - 7:35 |
| 福岡県         | TVQ九州放送（TVQ）          | 月 - 金曜日 7:30 - 7:35 |